# Montañas de Catskill
Las montañas de Catskill son una gran región en la parte sureste del estado estadounidense de Nueva York. Situadas aproximadamente a 160 kilómetros al norte-noroeste de la ciudad de Nueva York y a 64 kilómetros al sudoeste de Albany, comenzando justo al oeste del río Hudson, ocupan mucha o toda la superficie de cinco condados (Delaware, Greene, Schoharie, Sullivan y Úlster). Como una región geográfica y cultural, están generalmente definidas como aquellas áreas cerca de o dentro de los límites del parque Catskill, una reserva forestal de 2800 km² protegida de muchas formas de desarrollo bajo la ley del estado de Nueva York.
Geológicamente, las Catskill son una meseta diseccionada madura, una región antes plana posteriormente levantada y erosionada en un relieve afilado por los cursos del agua. Las Catskill forman el extremo noreste y la parte de más altitud de la meseta de Allegheny (también conocida como la meseta de los Apalaches). Aunque las Catskill son a veces comparadas con las montañas de Adirondack más al norte, las dos cordilleras no están geológicamente relacionadas, ya que las Adirondack son una continuación del Escudo Canadiense. De manera similar, la cresta de Shawangunk, que forma el borde sureste de las Catskill, es parte de la geológicamente distinta provincia de Ridge-and-Valley, y es una continuación de la misma cresta conocida como montaña Kittatinny en Nueva Jersey y Blue Mountain en Pensilvania.
Climáticamente, las Catskill están dentro de la ecorregión de bosques de las tierras altas de Allegheny.

## Historia
El mapa de 1656 de Nicolaes Visscher I de Nueva Holanda localizó Landt van Kats Kill en la desembocadura del arroyo Catskill. La región al sur se identifica como Hooge Landt van Esopus (Tierras Altas del Esopus), una referencia a una banda local de nativos americanos del norte de Lenape que habitaban las orillas del Hudson y cazaban en las tierras altas a lo largo del arroyo Esopus.
Si bien el significado del nombre ("cat creek [matar]" en holandés) y el nombre (los primeros exploradores holandeses) son importantes, cómo y por qué el área se llama "Catskills" es un misterio. Se sabía que los leones de montaña (catamounts) estaban en el área cuando los holandeses llegaron en el siglo XVII y pueden haber sido la razón del nombre.

## Cultura popular
Las Catskill son muy conocidas en la cultura estadounidense, tanto por ser el marco de muchas pinturas de la Escuela del río Hudson del siglo XIX como por ser el destino favorito para los turistas urbanos de la ciudad de Nueva York en la primera mitad del siglo XX. Los muchos grandes complejos vacacionales de la región dieron a innumerables jóvenes cómicos en vivo una oportunidad para perfeccionar su oficio —el cuarto capítulo de la segunda temporada de  The Marvelous Mrs. Maisel y la película Dirty dancing, por ejemplo, están ambientados en uno de estos complejos turísticos—. Además, las Catskills han sido durante tiempo un refugio para artistas, músicos y escritores, especialmente en y alrededor de los pueblos de Woodstock y Phoenicia. En la sierra se desarrolla el relato Rip Van Winkle, de Washington Irving y en la misma se ambienta la leyenda de los gnomos del explorador inglés Henry Hudson.